# Liste der Kulturdenkmäler in Bauler (Eifelkreis Bitburg-Prüm)
In der Liste der Kulturdenkmäler in Bauler sind alle Kulturdenkmäler der rheinland-pfälzischen Ortsgemeinde Bauler aufgeführt. Grundlage ist die Denkmalliste des Landes Rheinland-Pfalz (Stand: 27. Juni 2022).

## Einzeldenkmäler
| Bezeichnung                           | Lage                                 | Baujahr | Beschreibung                                                                                | Bild                           |
| ------------------------------------- | ------------------------------------ | ------- | ------------------------------------------------------------------------------------------- | ------------------------------ |
| Katholische Filialkirche St. Quirinus | Sandbergstraße Lage                  | 1768    | kleiner Saalbau mit Giebeldachreiter, bezeichnet 1768; mit Ausstattung                      | weitere Bilder Fotos hochladen |
| Wohnhaus                              | Sandbergstraße 8/9 Lage              | 1809    | Wohnhaus mit fünfachsigem Wohnteil und zweiachsigem Backhaus mit Altenteil, bezeichnet 1809 | BW                             |
| Wegekreuz                             | südöstlich des Ortes an der L 1 Lage | 18[xx]  | Schaftkreuz, bezeichnet 18[xx]                                                              | Fotos hochladen                |